# Iznutrice
Iznutrice su meso unutrašnjih organa životinja, koje se koriste u prehrani. Pojam se razlikuje među kulturama i nacijama, obuhvaća većinu unutrašnjih organa i isključuje mišiće i kosti. U ovu vrstu mesa ubrajamo: jetru, bubrege, pluća, srce, mliječne žlijezde, testise, slezenu, mozak, želudac (tripice ili fileki), timus, jezik i rep.
Neke kulture smatraju upotrebu iznutrica za hranu tabu temom, dok druge koriste iznutrice u svakodnevnoj prehrani ili u delikatesama. Određena jela od iznutrica, uključujući: foie gras (pačja ili guščja jetra), paštete ili haggis (tradicionalno škotsko jelo od ovčjih iznutrica) - u kulinarstvu se međunarodno smatraju gurmanskom hranom. Brizle su prsne žlijezde domaćih životinja, koje predstavljaju najukusniju i najcjenjeniju iznutricu. Pripremale su se za posebne prilike, za moćnike, kraljeve ili probrane gurmane, a danas ih se vrlo rijetko može naći, i to samo u mesnicama.
Iznutrice su posebno bogate vitaminima B skupine poput vitamina B12 i folata te obiluju mineralima poput željeza, magnezija, selena i cinka te vitaminima topivima u mastima A, D, E i K. Također iznutrice su bogate i proteinima. Zahtijevaju, da se pripremaju i konzumiraju kada su u svježem stanju, sjajna odsjaja i lagano vlažne površine. Moraju li stajati preko noći, poželjno ih je ostaviti u najhladnijem dijelu hladnjaka, blizu 0˚C kako bi se što bolje očuvala kvaliteta ovog osjetljivog mesa.
Sredinom 20. stoljeća, iznutrice su bile uobičajene u menzama i u pučkoj kuhinji, jer je odrezak bio luksuz, dok u novije vrijeme iznutrice se pojavljuju i u vrhunskim restoranima. Neki kuhari imaju načelo korištenja svih dijelova životinje, poput Fergusa Hendersona koji je još 1995. otvorio restoran St. John u Londonu.

## Galerija
- Pašteta
- Pileće jetrice s lukom
- Krvavice s krumpirom
- Tripice